# Masacre de Nueva Escocia de 2020
La Masacre de Nueva Escocia corresponde a una serie de asesinatos aleatorios e incendios que tuvieron lugar en un periodo de trece horas entre el 18 y el 19 de abril de 2020 en la provincia canadiense de Nueva Escocia. Gabriel Wortman disparó y mató a al menos 22 personas e incendió al menos cinco edificios en varias ubicaciones de Nueva Escocia, Canadá antes de ser ultimado por la Policía Montada del Canadá (RCMP) durante una persecución.
Es la masacre más mortífera en la historia canadiense, superando la masacre de la Escuela Politécnica de Montreal en 1989, en la que 15 personas fueron asesinadas. La policía dice que el móvil no ha sido establecido.

## Víctimas
Wortman asesinó al menos a 22 personas, una de ellas,  la alguacil Heidi Stevenson, veterana con 23 años de servicio. Durante el tiroteo resultó herido un segundo agente de la Policía Montada de Canadá, quién se encuentra en condición estable. Al menos otra persona resultó herida. Según la comisaria Brenda Lucki, algunas de sus primeras víctimas estaban en el círculo cercano del asesino, pero en la medida de que sus crímenes siguieron, sus objetivos eran escogidos aleatoriamente. Las muertes fueron ocasionadas por heridas de arma de fuego, pero otras causas también están siendo investigadas. La Policía Montada de Canadá  cree que se encontrarán más cuerpos dentro de los restos de cinco edificaciones incendiadas.

## Reacciones

### Política
Las banderas de todo Canadá se colocaron a media asta y la Cámara de los Comunes guardó un minuto de silencio por las víctimas.
El Primer Ministro del Canadá, Justin Trudeau, expresó sus condolencias y en su discurso matutino desde Rideau Cottage, el 20 de abril, reiteró su compromiso de fortalecer el control de armas. Pidió a los medios de comunicación que no usaran el nombre del autor y su foto.
El primer ministro de Nueva Escocia, Stephen McNeil, dijo a los periodistas: "Este es uno de los actos de violencia más absurdos de la historia de nuestra provincia". Expresó sus condolencias a los habitantes afectados y a las familias de las víctimas.
Isabel II expresó sus condolencias y explicó que ella y el Príncipe Felipe estaban "tristes por los terribles acontecimientos" y que sus pensamientos y oraciones estaban con el pueblo de Nueva Escocia y todos los canadienses. También rindió homenaje a la "valentía y sacrificio" de la RCMP y otros servicios de emergencia.
La Casa Blanca condenó los asesinatos y el presidente de los Estados Unidos Donald Trump y la primera dama Melania Trump expresaron sus condolencias.
El 2 de mayo de 2020, el gobierno canadiense emitió una completa prohibición de comercio de rifles de asalto. Por lo tanto, el comercio y la utilización están prohibidos con efecto inmediato y se reservan sólo para la seguridad pública. Los propietarios de tales armas tienen 2 años para entregarlas. El gobierno está planeando un plan de compensación para los propietarios de armas.

### Conmemoración y recaudación de fondos

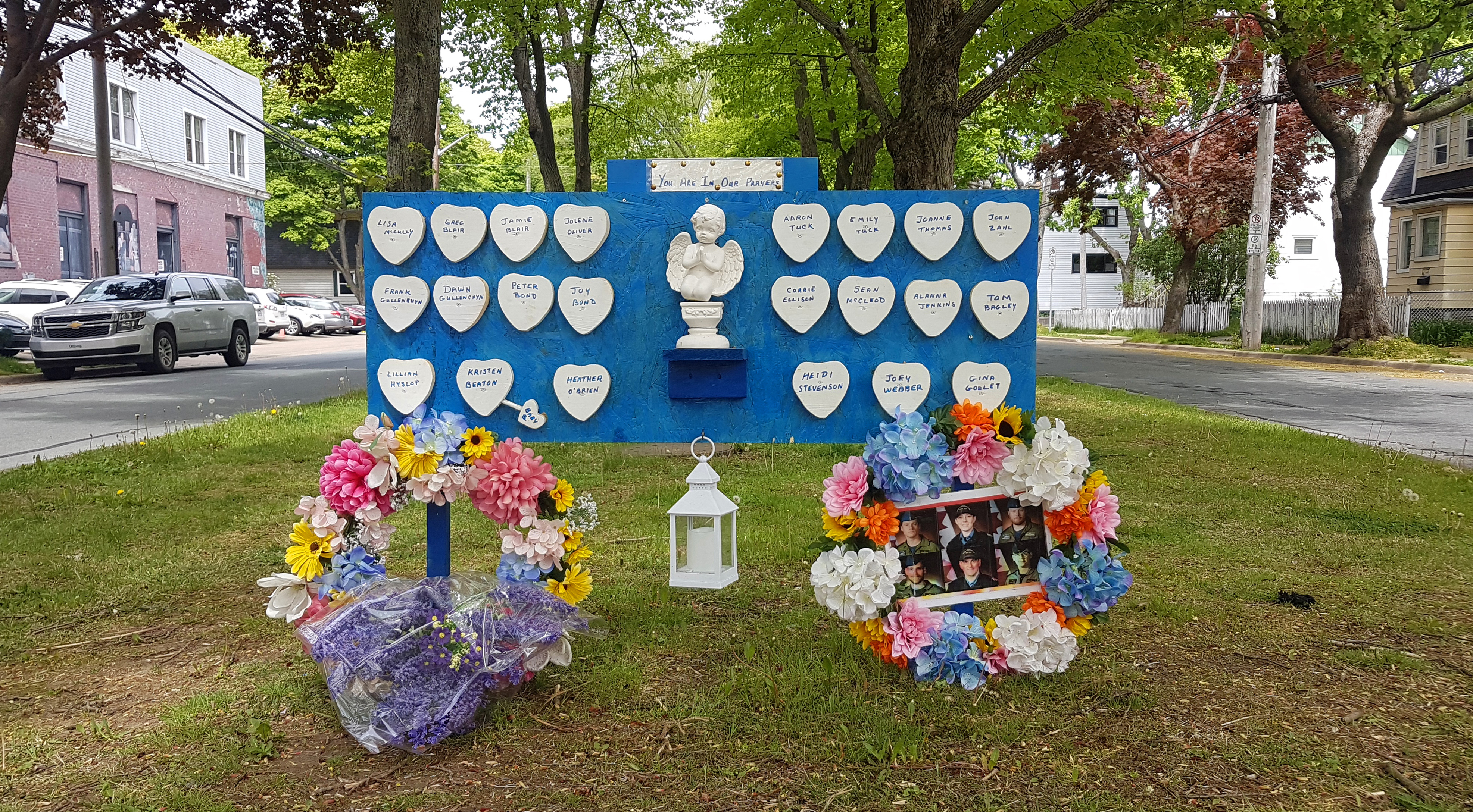
Memorial a las víctimas en Halifax.

El 20 de abril, la Torre CN de Toronto fue iluminada en los colores de Nueva Escocia, azul y blanco, y en honor a Stevenson, la torre fue iluminada en los colores rojo, azul y oro de la RCMP en el cuarto y media hora. Como muestra de la solidaridad mutua del Canadá y los Estados Unidos con Nueva Escocia, tanto las Cataratas Horseshoe en Ontario como las Cataratas Estadounidenses también se iluminaron en los colores azul y blanco en las Cataratas del Niágara.
En los días siguientes a los disturbios, la plataforma de micromecenazgo GoFundMe lanzó campañas de recaudación de fondos para las víctimas y sus familias, pero estas han sido retiradas Jeff Thomson del Centro Antifraude de la RCMP advirtió a los canadienses que fueran diligentes a la hora de donar a organizaciones benéficas relacionadas con la tragedia.
Como las reuniones están prohibidas debido a la pandemia de COVID 19, se emitió una vigilia virtual en CBC Atlantic el 24 de abril.